# Corvus typicus
Gralha-de-celebes ou gralha-da-celebes (Corvus typicus) é uma espécie de ave da família Campephagidae.
É endémica da Indonésia.
Os seus habitats naturais são: florestas subtropicais ou tropicais húmidas de baixa altitude.